# Geladin
Geladin (auch Geladi, Galadi, Galladi) ist ein Ort in der Warder-Zone der Somali-Region in Äthiopien. Es ist Hauptort der gleichnamigen Woreda Geladin und liegt nahe der Grenze zu Somalia.
Nach Angaben der Zentralen Statistikagentur Äthiopiens für 2005 hatte Geladin 10.795 Einwohner. 1997 waren von 7.233 Einwohnern 99,15 % Somali, 60 Einwohner gehörten anderen ethnischen Gruppen an.
Das Gebiet der Woredas Geladin und Boh gehört zum Haud. Die hier lebenden Somali gehören hauptsächlich zu den Clans der Majerteen- und Dolbohanta-Darod und sind nomadische Viehzüchter. Bis in die 1960er Jahre war Geladin neben Warder und Bulale eine der wenigen Wasserstellen in dem Gebiet, wo es auch in der Trockenzeit Wasser gab, und eine der wenigen festen Siedlungen. Die Brunnen von Geladin lieferten allerdings nicht immer ausreichend Wasser. Ein Großteil der Nomaden zog daher in der Trockenzeit zu Wasserstellen jenseits der Grenze in Somalia. 1954 wurde in der Nähe ein neues Bohrloch gegraben. Ab den 1960er Jahren und mehr noch nach der Dürre von 1974 (siehe auch Hungersnot in Somalia 1974) wurden zudem zahlreiche unterirdische Wasserspeicher (birked oder berkad genannt) in den Dörfern der Region angelegt.
1978 blieb Geladin auch nach der Niederlage Somalias im Ogadenkrieg zunächst unter Kontrolle somalischer Truppen, ebenso wie Mustahil, Ferfer und Shilabo.